# 查理斯三世和卡米拉的加冕禮
查爾斯三世及卡米拉加冕禮（英語：Coronation of King Charles III and Queen Camilla）于2023年5月6日在伦敦西敏寺举行。查尔斯三世在其母伊丽莎白二世于2022年9月8日逝世后自动继位为英國君主，并在同月10日被联合王国登基会议立为君主。随后，其它英聯邦王國举行登基仪式，遥尊查尔斯三世为新任君主。由于仪式的筹备工作需要时间，加冕典礼“不太可能在几个月内举行”，最终加冕典礼定于2023年5月6日举行，由坎特伯里大主教贾斯汀·韦尔比主持。
与往例相比，查尔斯三世的加冕仪式作出了一定调整，更强调代表英国多元的信仰、文化与社群，与其母伊丽莎白二世的加冕礼相比时长更短。典礼从查尔斯三世受膏开始，随后是加冕与登基，王后的加冕仪式相較於國王的加冕儀式则更为簡短。王室成员在加冕儀式後参加国家游行前往白金汉宫，并在阳台上一并亮相以庆祝这一时刻。
加冕仪式的公众庆祝活动包括5月7日的加冕大午餐会、加冕音乐会与5月8日的志愿服务活动“大帮忙”（Big Help Out）。加冕大午餐会鼓励全国各地社区中的邻居们举办街头派对庆祝新王加冕，一同分享食物与乐趣；加冕音乐会在温莎城堡举行，国王与王后的慈善机构代表及公众人士出席該音樂會，音乐会通过英国广播公司全程直播；“大帮忙”则鼓励公众为各自本地的公共社区提供志愿服务。
查尔斯三世和卡米拉王后加冕仪式是21世纪的首场英国君主加冕仪式。

## 筹备工作

### 背景
查尔斯三世在英国夏令时2022年9月8日15时10分伊丽莎白二世逝世后继位成为英国君主。登基会议于同月10日宣布查尔斯三世正式登基，英联邦各地旋即举行登基大典。在查尔斯三世登基之前由于伊丽莎白二世年事已高，查尔斯三世的加冕典礼已经以“金球行动”（Opration Golden Orb）的代号筹划多年。伊丽莎白二世女王在世期间，“金球行动”筹划会议每年至少召开一次，与会者包括英国政府、英格兰教会、克拉伦斯宫的成员。

### 筹划
诺福克公爵爱德华·菲茨兰-霍华德作为世袭司礼大臣负责组织筹划加冕典礼。一个由英国枢密院成员组成的委员会负责加冕典礼的具体安排。
贵族和其他主要政要参与了该典礼，在法律上与查尔斯三世或伊丽莎白二世的私人办公室区隔开来。
查尔斯的妻子卡米拉也被加冕为王后。当查尔斯在2005年与她结婚时，宣布卡米拉在他即位时不会被尊为王后。然而，查尔斯长期以来一直希望她能和他一起获得这样的头衔和加冕，随着卡米拉的声望越来越高，伊丽莎白二世女王曾表示自己希望卡米拉在查尔斯登基后被称为王后。
伦敦大学宪法部于2018年发布的一份报告就如何使加冕仪式现代化提出了建议。
2022年10月，白金漢宮宣布查爾斯和卡米拉的加冕日期是2023年5月6日，加冕典禮在威斯敏斯特教堂舉行。
2022年11月，政府宣佈在5月8日，即加冕典禮兩天后，會有一個額外的銀行假期。
2023年1月20日，白金漢宮宣布5月6日至8日的加冕週末計劃。
作為國事，加冕禮的費用由英國政府支付。因此，政府還決定了賓客名單， 其中包括英國王室、英國首相、英國議會代表，英聯邦國家政府代表和外國皇室成員以及國家元首。基於當時威斯敏斯特教堂的安全規定限制加冕禮賓客人數為2,200人左右。儀式結束後，查爾斯和卡米拉出現在白金漢宮的陽台上。
本次加冕禮首次在內閣辦公室內設立加冕聲稱辦公室，而不是傳統的聲稱法院以處理在加冕禮上扮演歷史或儀式角色的聲稱加冕禮。
加冕典禮的官方攝影師由雨果·伯南德（Hugo Burnand）担任。他曾是2005年查爾斯和卡米拉婚禮的官方攝影師。
4月5日，查理三世和卡米拉的正式邀請函揭曉並發送給約2,000名賓客。同日，由伯南德拍攝的這對皇室夫婦的新官方照片也已發布。加冕請柬由紋章藝術家和手稿照明師安德魯·賈米森 (Andrew Jamieson) 設計，並以這對夫婦的王室紋章為特色，以英國的標誌性花卉和英國野花草地和野生動物為背景。
4月17日和18日的傍晚和清晨，伦敦开始为军事游行进行初步彩排。 为准备加冕典礼，威斯敏斯特教堂于4月25日至5月8日期间对游客和信徒关闭。

### 徽章
加冕典禮徽章由乔纳森·艾维爵士與其創作團隊LoveFrom創作完成。徽章主體為代表聯合王國四個構成國的四種植物簇擁而成的圣爱德华王冠形象。徽章中出現的四種植物分別為代表英格蘭的玫瑰、代表蘇格蘭的薊花、代表威爾士的水仙與代表北愛爾蘭的三葉草。白金漢宮宣布，國王與王后同意在加冕禮期間暫時放寬對王室照片與官方徽章的商業使用限制，為紀念品製造業提供便利。
加拿大版本的加冕典禮徽章由弗雷泽紋章官凯茜·伯西-萨布林設計完成並於加拿大紋章管理局登記註冊。徽章主體為13枚三角在圓形綠底襯托下環繞查爾斯三世君主花押王冠下文字部分的圖樣。其中13枚三角令人聯想到慶祝加冕禮需用到的三角旗，13代表加拿大的10個省與3個地區；環狀排列象徵加拿大人的包容精神，亦寓意加拿大原住民看重的平等觀念與自然循環；綠色底色则是向查爾斯三世長久以來對環保事業做出的努力致敬；圍繞花押文字的白色空間形如通往會場中心的路徑，意著包容與團結；整個白色部分亦可看作艷陽乍現的景觀，象徵創新與新思路。

### 來賓

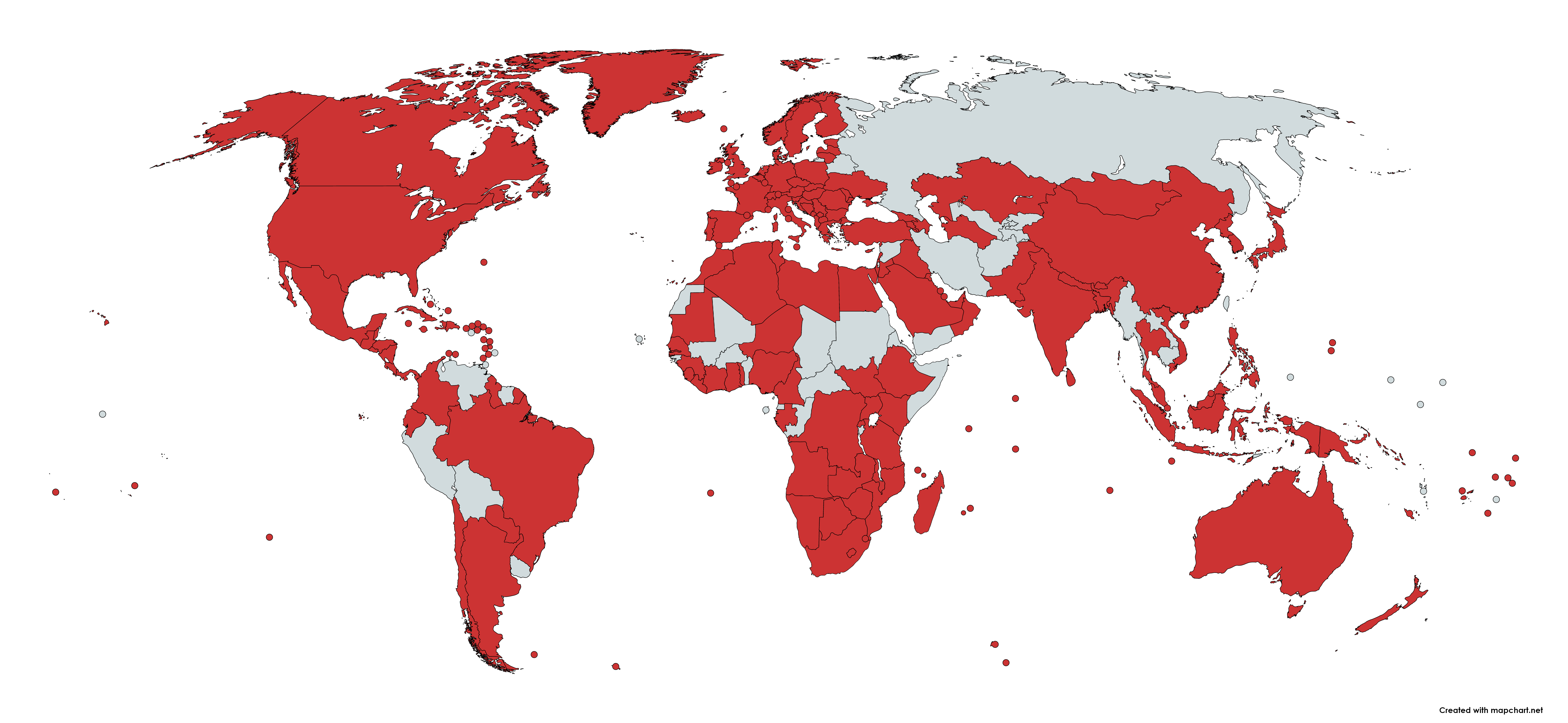
派出代表的國家和地區

加冕典禮是由英國政府資助的一項國家活動，它還決定了嘉賓名單。約有來自203個國家和地區的2,200名貴賓受到邀請。他們包括王室成員、英格蘭教會和其他英國信仰團體的代表、英聯邦與英國本土的傑出政要、與外國元首、王室成員。
與1953年相比，英國政要出席人數大幅減少，當時幾乎整個英國議會都出席了會議。邀請了850名社區和慈善機構代表，其中包括450名大英帝国奖章獲得者和400名年輕人，其中一半是由英國政府提名的。西敏寺的安全規定限制了客人的數量，因為與早期的加冕典禮不同，大樓內沒有搭建臨時看台。
除加冕典禮外，受邀出席活動的幾位政要還出席了查爾斯於5月5日在倫敦舉辦的相關聚會。查爾斯當天舉辦了幾場招待會，其中一場是在白金漢宮為英聯邦國家的政要舉辦的，另一場是在馬爾博羅大樓為所有英聯邦國家領導人舉行的招待會。晚上，國王在白金漢宮為外國皇室成員和其他海外政要舉行了招待會， 家人和賓客也參加了在私人俱樂部奧斯瓦爾德的招待會。

### 法衣和王冠
打破傳統，查爾斯的加冕法衣（禮儀服裝）大部分是從以前的加冕禮中重複使用的，而不是新製作的。雖然通常會重複使用 supertunica 和皇家長袍，但查爾斯也穿著喬治四世、喬治五世、喬治六世和伊麗莎白二世首次使用的法衣。卡蜜拉同樣重複使用法衣，包括伊麗莎白二世的國袍，但也穿著一件新的robe of estate袍，上面印有她的Royal cypher、蜜蜂、甲蟲和各種植物和花卉。她還穿著由布魯斯·奧德菲爾德 (Bruce Oldfield) 設計的新加冕禮服，上面繡有野花、英國的花卉標誌、她的Royal cypher、一對狗和她孫輩的名字。
2022年12月，用於為國王加冕的聖愛德華皇冠從倫敦塔中移除以調整大小。2023年2月，用於為卡蜜拉加冕的瑪麗王后王冠也從展示中移除，重新設置為庫里南鑽石III、IV和V世，並移除其八個可拆卸拱形結構中的四個。伊丽莎白王后冠沒有被使用，以避免與印度發生潛在的外交爭端； 皇冠上有光之山 (Kōh-i Nūr)鑽石，前殖民地對其擁有主權。
在儀式上沒有角色的貴族的著裝要求最初是商務套裝或議會長袍，而不是傳統上穿著的冠冕（coronet）、加冕長袍和貴族宮廷禮服。  這在抗議後的加冕前一周發生了變化，允許貴族穿加冕長袍，但不能戴冠冕。  男士的一般著裝要求是晨禮服、休閒套裝或民族服飾。

### 成本
作為一項國家活動，該活動由英國政府和白金漢宮通過君主撥款(Sovereign Grant)和王室私囊(Privy Purse)支付。文化、媒体和体育部 (DCMS) 表示，在加冕典禮之前，它“無法提供成本或資金明細”，但據報導，非官方估計為5,000萬至2.5億英鎊。
鑑於持續的英國生活成本危機，加冕禮的費用受到了批評。 相比之下，伊麗莎白二世1953年的加冕禮花費了91.2萬英鎊，相當於2023年5月的2,050萬英鎊，而喬治六世在1937年的加冕禮花費了45.4萬英鎊，相當於2023年5月的2,480萬英鎊。 查爾斯三世和卡蜜拉王后加冕禮花費是過去300年來最昂貴的。

## 庆祝活动
许多地区已经宣布5月8日为公共假日以纪念加冕礼，其中包括英国、百慕大、开曼群岛和三个王室属地。

### 英國
5月7日，大午餐团队组织于伊甸园计划举办的加冕大午餐会在英国各地举行，人们可以报名举办大午餐与街头派对。加冕音乐会于同日与温莎城堡东草坪举行。除了专业艺人以外，音乐会上还出现由难民合唱团、国民医疗服务体系合唱团、LGBT演唱团体、失聪手语合唱团等业余爱好者与社区合唱团组成的“加冕合唱团”。由英国广播公司负责制作、安排、直播该演出，并于2月10日至28日举行全国投票，根据英国人口的地理分布，向公众分发5,000张免费门票。观众中也有来自国王和王后慈善机构的志愿者。加冕音乐会还有莱昂纳尔·里奇、凯蒂·佩里、安德烈·波切利、布莱恩·特菲尔、弗雷娅·瑞丁斯、接招合唱团、史蒂夫·温伍德、郎朗、妮可·舒辛格、奥利·穆尔斯等艺术家的表演。此外，汤姆·克鲁斯、琼·柯林斯、小熊维尼、贝尔·格里尔斯等明星和卡通人物也出现在一系列预先录制的片段中。 报道称，包括艾尔顿·约翰、阿黛尔、哈里·斯泰尔斯、罗比·威廉姆斯和辣妹组合在内的一些艺人以日程冲突为由拒绝了白金汉宫的演出邀请。
5月8日举行志愿服务活动“Big Help Out”，以鼓励志愿服务和社区服务。该活动由合作联盟(Together Coalition)与英国童军总会、皇家志愿服务和英国各地的信仰团体组织。卡米拉王后担任主席的皇家志愿服务设置了“加冕冠军奖”，该奖项用於表彰公众提名的各种志愿者。在加冕礼周末，酒吧延长营业两个小时，直到凌晨1点。
皇家铸币厂发行了一批新硬币以纪念加冕礼，其中包括刻画有头戴都铎王冠的查尔斯三世形象的50便士和5英镑的硬币。皇家邮政发行了四张邮票来纪念国王的加冕典礼，这四枚邮票描绘了英国的文化多样性、英联邦和可持续性。邮票以小型张形式呈现，这是皇家邮政历史上第三次发行加冕邮票，前两次为乔治六世和伊丽莎白二世。皇家邮政还在4月28日至5月10日期间使用特殊邮戳来纪念这一事件，内容为：2023年5月6日查理三世国王陛下和卡米拉王后陛下的加冕典礼。
英国皇家信托基金于2023年4月14日发布加冕典礼的官方纪念品系列。该系列由英国骨瓷和22克拉黄金制成。

### 王室属地

#### 根西
根西岛计划从5月5日到8日举行为期四天的庆祝活动。5月5日将在森林卫理公会教堂举行守夜活动，以反映加冕礼的宗教元素。5月6日加冕礼当天，镇教堂、山谷、森林与圣彼得教区将会响起钟声。加冕仪式将通过KGV球场的大屏幕直播，随后将举行从乔治堡至游艇模型池塘（Model Yacht Pond）的阅兵式。作为国家礼炮环节的一部分，21响礼炮将于中午在科内特城堡鸣放。5月7日，圣彼得港海滨将举行加冕大午宴，镇上的教堂将举行感恩节仪式。5月7日晚，加冕音乐会将在KGV球场荧幕放映，包括短号城堡和格雷堡在内的几座建筑将在晚上被构成英国国旗的红色、白色和蓝色灯光照明。

#### 泽西
泽西岛计划在三天内举办几场庆祝加冕礼的活动。5月6日，加冕公园(Coronation Park)将通过大屏幕直播加冕礼、举办音乐表演和其它活动。5月7日，加冕大午宴将在解放广场(Liberation Square)举行，并公开放映加冕音乐会。志愿服务活动(The Big Help)活动将于5月8日举行，旨在鼓励当地慈善机构的志愿服务。

#### 马恩岛
马恩岛政府组织了5月6日至8日为期三天的庆祝活动庆祝马恩岛领主查尔斯三世的加冕典礼。政府成立了一项加冕活动基金以协助地方当局、社区团体和慈善机构为庆祝活动提供资金。曼恩岛计划举行的纪念活动包括5月7日的生物圈蜜蜂社区野餐会(Biosphere Bee Community Picnic)，以及5月8日的志愿服务活动“The Big Help”。作为英国“点亮全国”(Lighting up the Nation)计划的一部分，道格拉斯的立法大楼也将于5月7日被点亮。2023 年 4 月马恩岛邮局还发行了一套 12 枚印有查尔斯和卡米拉照片、国王肖像和皇家密码的马恩岛邮票集。

### 英国海外领土

#### 百慕大
百慕大计划在加冕典礼周末举行几场活动。5月6日，百慕大将举行一场纪念植树活动，一个加冕纪念花园将在植物园正式开放。花园的设计反映了查尔斯三世在支持环境和可持续农业方面的贡献。5月7日，在百慕大至圣三一座堂举行感恩仪式。5月8日，百慕大将举行儿童阅读节，以表彰卡米拉王后对提升识字率的贡献。

### 其它英联邦成员

#### 澳大利亚
为纪念查理三世加冕为澳大利亚君主，全国各地的建筑和纪念碑将于5月6日至7日点亮皇家紫色。5月7日，澳大利亚国防军将从堪培拉国会大厦前院鸣放21响礼炮，随后澳大利亚皇家空军将在堪培拉上空进行飞行表演。为纪念加冕礼，澳大利亚政府将于2023年5月6日至7日发布旗帜通知，鼓励民众悬挂澳大利亚国旗、澳大利亚土著旗帜和托雷斯海峡岛民旗帜。此外，澳大利亚政府还宣布计划代表君主向澳大利亚一家未公开的环境慈善机构捐款，作为在加冕典礼上送给君主的礼物。
澳大利亚各地的地方政府大楼将向公众开放以纪念这一事件。5月6日，布里斯班政府大楼和墨尔本政府大楼将举办开放日活动，达尔文政府大楼将举办乐队表演，昆士兰总督将于5月6日在总督府举办加冕典礼开放日，包括参观官邸以及为家庭和儿童举行的其他活动。悉尼政府大楼将于5月6日举办花园招待会和植树活动，并于5月7日举办开放日活动，阿德莱德政府大楼将于5月21日举办开放日活动。

#### 加拿大
5月6日，渥太华将举行国家仪式庆祝查尔斯三世加冕为加拿大君主。该活动将包括演讲、艺术表演与特别揭幕式。加拿大计划于5月6日和7日在全国范围内开展以翡翠绿色灯光打亮地标的照明活动。此外在同一天，还将在加拿大君主和总督的官邸丽都厅提供导游参观，以纪念加冕仪式、探索查尔斯与该国的联系。
省督与地区专员们也为加冕计划了系列庆祝活动。5月5日，加拿大帝国俱乐部和安大略省省督将主持一个加冕座谈会。多伦多还将在5月6日举办几场活动，包括皇后公园升旗仪式和在圣雅各座堂举行的加冕音乐会。为了纪念加冕礼，位于安大略省议会大楼的省督套房将作为5月底“门户开放多伦多”活动的一部分向公众开放。
新斯科舍省省督亚瑟·勒布朗计划在加冕周末举行的公共活动包括:查尔斯三世展览、加冕电影放映、加冕现场观看、升旗仪式和在新斯科舍省督府举行的招待会。6月22日还计划举行一场加冕花园派对。除了公共活动，省督还将主持一些私人活动。

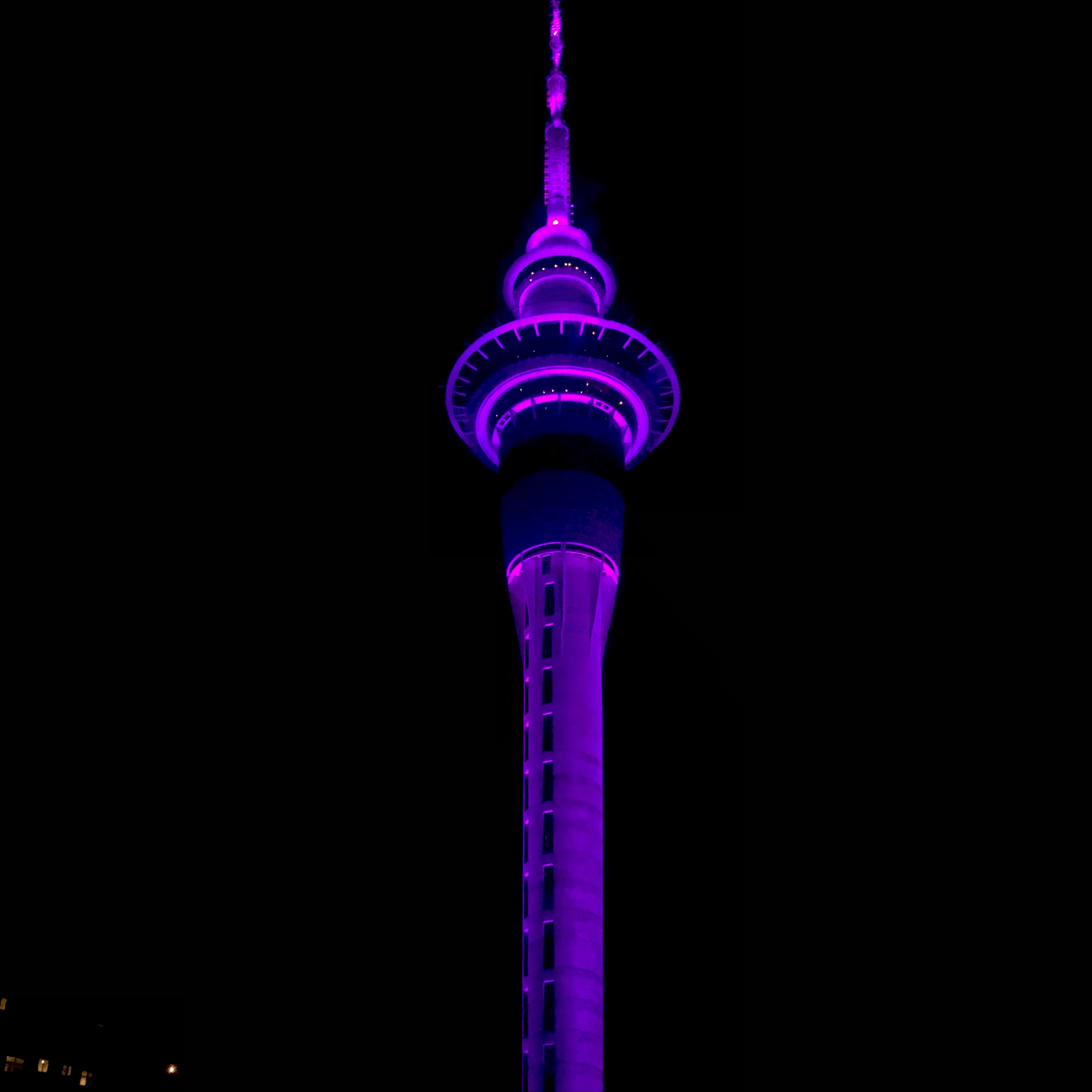
2023年5月6日。奥克兰的天空塔以紫色亮起，以纪念加冕典礼

5月13日，亚伯达省和萨斯喀彻温省的省督将主持纪念活动，前者在阿尔伯塔大学植物园举行，后者在萨斯喀彻温省督府举行。在萨斯喀彻温省督府举行的活动将包括对王室的介绍，与加冕有关的新展览，以及杰弗里·斯特拉克的首次音乐表演，他为加冕创作了一首新歌。

#### 新西兰
5月7日，奥克兰领地公园将举行一场以表演为特色的全国性活动，庆祝查尔斯三世加冕为新西兰君主，新西兰国防军亦将于同日在惠灵顿举行礼炮表演。
树木保护组织Trees That Count和新西兰环境保护部计划在5月6日和7日举行植树活动。新西兰政府向Trees That Count提供了100万新西兰元作为纪念加冕礼的礼物，并支持地方议会种植10万棵树。5月6日还将举行一项以紫色照亮地标的活动。
新西兰的纪念活动主题重点关注可持续发展与对志愿者服务的认可。加冕礼周末将以敲钟作为庆祝活动特色。此外，新西兰邮政还将发行加冕礼纪念币和纪念邮票。

## 加冕典礼
加冕典禮活動包括從白金漢宮前往威斯敏斯特大教堂的國王遊行、加冕儀式、返回白金漢宮的遊行，以及國王和王后在白金漢宮陽台上與民眾見面並觀看皇家空軍的飛行表演。
加冕儀式包含幾項新元素，但整體圍繞英國國教聖公會的聖餐儀式進行。查爾斯和卡米拉先後進入威斯敏斯特大教堂，然後由大主教向民眾介紹查爾斯被公認為君主。之後，查爾斯宣誓維護法律以及英格蘭教會，並由大主教為其塗上聖油，穿上加冕禮服，戴上聖愛德華王冠。隨後到王后卡米拉受膏以及加冕。查理斯和卡米拉到教堂後面除下皇冠和后冠，然後進行聖餐儀式，聖餐儀式完成後，整個加冕儀式大致完成。

### 前往威斯敏斯特大教堂的国王游行

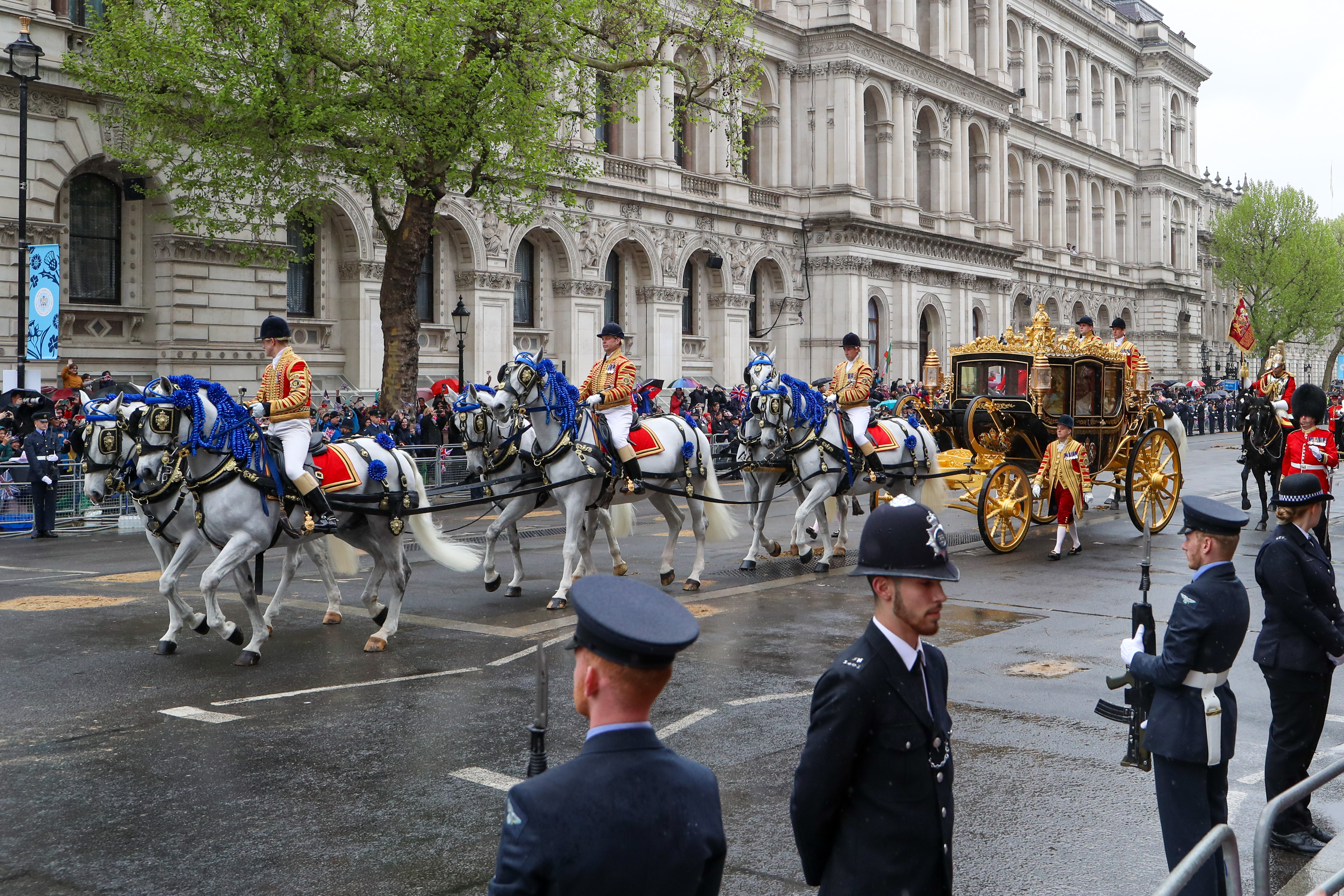
查爾斯和卡米拉乘坐鑽禧馬車由白金漢宮前往威斯敏斯特大教堂

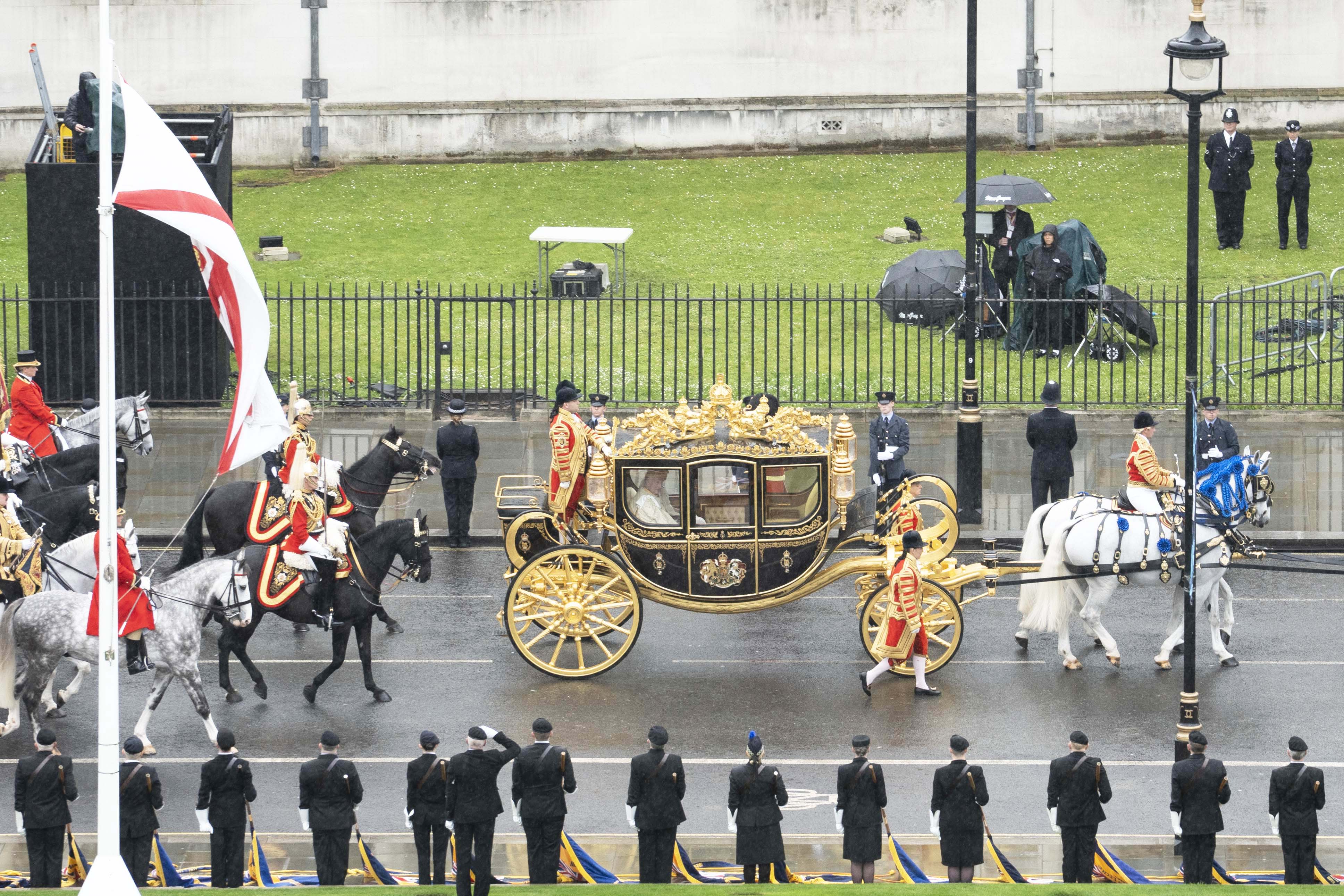
另一角度

查爾斯和卡米拉於當地時間早上10點20分離開白金漢宮，沿著林蔭大道、水師提督門，經特拉法加廣場進入白廳路，然後到達威斯敏斯特教堂的西門，全長2.29 公里，馬車經過水師提督門時，現場奏起英國國歌《天佑吾王》。  國王和王后乘坐由六匹馬拉動的鑽禧馬車，並由皇家騎兵團護送陪同。

### 加冕儀式

#### 進入威斯敏斯特教堂
儀式開首由巴哈伊信仰、佛教、印度教、耆那教、猶太教、什葉派和遜尼派穆斯林、錫克教和祆教的代表帶領入場。 跟隨其後的是各基督教派領袖以及各英聯邦國家代表高舉所屬國家旗幟，各英聯邦國家總督和總理亦跟隨國家旗幟進場。
查爾斯和卡米拉在早上11:00左右抵達教堂，並按規矩先後進入教堂，由4名爵士帶領，並分別攜帶紋章旗，皇家盾形紋章和威爾士公國徽章。 英國的勳爵和伯爵等亦有參與。 查爾斯和卡米拉各有四位榮譽騎士陪同，其中包括威爾士喬治王子和卡米拉的孫子。 卡米拉的兩位親友亦有陪同出席包括她的姐姐安娜貝爾·埃利奧特和蘭斯當侯爵夫人。 合唱團演唱了查爾斯·休伯特·黑斯廷斯·帕里爵士創作的《我很高興》（I was glad），期間威斯敏斯特學校合唱團演唱“Vivat Regina Camilla”和“Vivat Rex Carolus”（“卡米拉王后萬歲”和“查爾斯國王萬歲”）。 
 

其後，各樣代表王權之物安置在祭壇上。 應查爾斯要求，六世紀的聖奧古斯丁福音書亦在其中。
| \| 王權之物 \| 帶入教堂 \| 在儀式中使用 \| 參考 \| \| 國王王權之物 \| 國王王權之物 \| 國王王權之物 \| 國王王權之物 \| \| ---------------- \| ---------------------------------------------------- \| ------------------------------------------------------- \| ------------ \| \| 聖愛德華權杖 \| 曼寧漢姆-布勒男爵夫人LG DCB \| 不適用 \| [98] \| \| 俗界正義之劍 \| 約翰·尼古拉斯·雷諾茲·霍頓將軍，里士滿霍頓男爵GCB CBE \| 不適用 \| [98] \| \| 天界正義之劍 \| 大衛·理查茲，赫斯特蒙甦的理查茲男爵GCB CBE DSO \| 不適用 \| [98] \| \| 慈悲之劍 \| 斯圖爾特·皮奇空軍上將 GBE KCB \| 不適用 \| [98] \| \| 國劍 \| 莫佩琳 MP \| 不適用 \| [98] \| \| 奉獻之劍 \| 艾米·泰勒海軍軍士(進場) 莫佩琳 MP (離場) \| 賈斯汀·韋爾比大主教 \| [105][106] \| \| 金馬刺 \| 黑斯廷斯勳爵和勞登伯爵 \| 卡靈頓男爵 \| [98] \| \| 真誠和智慧的手鐲 \| 不適用 \| 卡馬爾勳爵 \| [98] \| \| 皇家披肩 \| 不適用 \| 保羅·巴特勒主教 \| [99] \| \| 皇家長袍 \| 不適用 \| 威爾士親王威廉KG KT PC ADC(P) 和 梅倫男爵夫人 \| [98][99] \| \| 主權之球 \| 伊麗莎白·安尼翁 OM DBE \| 約翰麥克道爾主教 \| [98] \| \| 君主之戒 \| 安德魯杰克遜準將 CBE \| 帕特爾勳爵KT \| [98] \| \| 加冕手套 \| 不適用 \| 温布尔登辛格男爵 CBE \| [98] \| \| 十字權杖 \| 巴克盧赫和昆斯伯里公爵KT KBE CVO \| 馬克·斯特蘭奇主教 \| [98] \| \| 鴿子權杖 \| 本傑明女男爵 OM DBE \| 安迪約翰主教 \| [98] \| \| 聖愛德華皇冠 \| 戈登信使爵士 KCB DSO & Bar OBE ADC \| 賈斯汀韋爾比大主教 \| [98] \| \| 王后王權之物 \| \| \| \| \| 王后之戒 \| 沙特爾勳爵 GCVO PC FSA \| 安德魯杰克遜準將CBE \| [98] \| \| 瑪麗皇后王冠 \| 惠靈頓公爵 OBE \| 賈斯汀·韋爾比大主教 \| [98] \| \| 王后十字權杖 \| 帕特里克桑德斯爵士 KCB CBE DSO \| 沙特爾勳爵 GCVO PC FSA \| [98] \| \| 王后鴿子權杖 \| 邵氏肯尼迪男爵夫人 KC \| 羅斯·哈德遜-威爾金主教 CD MBE \| [98] \| |                                                      |                                               |                 |
| 王權之物 | 帶入教堂                                             | 在儀式中使用                                  | 參考            |
| 國王王權之物 |                                                      |                                               |                 |
| 聖愛德華權杖 | 曼寧漢姆-布勒男爵夫人LG DCB                          | 不適用                                        | [ 98 ]          |
| 俗界正義之劍 | 約翰·尼古拉斯·雷諾茲·霍頓將軍，里士滿霍頓男爵GCB CBE | 不適用                                        | [ 98 ]          |
| 天界正義之劍 | 大衛·理查茲，赫斯特蒙甦的理查茲男爵GCB CBE DSO       | 不適用                                        | [ 98 ]          |
| 慈悲之劍 | 斯圖爾特·皮奇空軍上將 GBE KCB                        | 不適用                                        | [ 98 ]          |
| 國劍 | 莫佩琳 MP                                            | 不適用                                        | [ 98 ]          |
| 奉獻之劍 | 艾米·泰勒海軍軍士(進場) 莫佩琳 MP (離場)             | 賈斯汀·韋爾比大主教                           | [ 105 ] [ 106 ] |
| 金馬刺 | 黑斯廷斯勳爵和勞登伯爵                               | 卡靈頓男爵                                    | [ 98 ]          |
| 真誠和智慧的手鐲 | 不適用                                               | 卡馬爾勳爵                                    | [ 98 ]          |
| 皇家披肩 | 不適用                                               | 保羅·巴特勒主教                               | [ 99 ]          |
| 皇家長袍 | 不適用                                               | 威爾士親王威廉KG KT PC ADC(P) 和 梅倫男爵夫人 | [ 98 ] [ 99 ]   |
| 主權之球 | 伊麗莎白·安尼翁 OM DBE                               | 約翰麥克道爾主教                              | [ 98 ]          |
| 君主之戒 | 安德魯杰克遜準將 CBE                                 | 帕特爾勳爵KT                                  | [ 98 ]          |
| 加冕手套 | 不適用                                               | 温布尔登辛格男爵 CBE                          | [ 98 ]          |
| 十字權杖 | 巴克盧赫和昆斯伯里公爵KT KBE CVO                     | 馬克·斯特蘭奇主教                             | [ 98 ]          |
| 鴿子權杖 | 本傑明女男爵 OM DBE                                  | 安迪約翰主教                                  | [ 98 ]          |
| 聖愛德華皇冠 | 戈登信使爵士 KCB DSO & Bar OBE ADC                   | 賈斯汀韋爾比大主教                            | [ 98 ]          |
| 王后王權之物 |                                                      |                                               |                 |
| 王后之戒 | 沙特爾勳爵 GCVO PC FSA                               | 安德魯杰克遜準將CBE                           | [ 98 ]          |
| 瑪麗皇后王冠 | 惠靈頓公爵 OBE                                       | 賈斯汀·韋爾比大主教                           | [ 98 ]          |
| 王后十字權杖 | 帕特里克桑德斯爵士 KCB CBE DSO                       | 沙特爾勳爵 GCVO PC FSA                        | [ 98 ]          |
| 王后鴿子權杖 | 邵氏肯尼迪男爵夫人 KC                                | 羅斯·哈德遜-威爾金主教 CD MBE                 | [ 98 ]          |

#### 確認

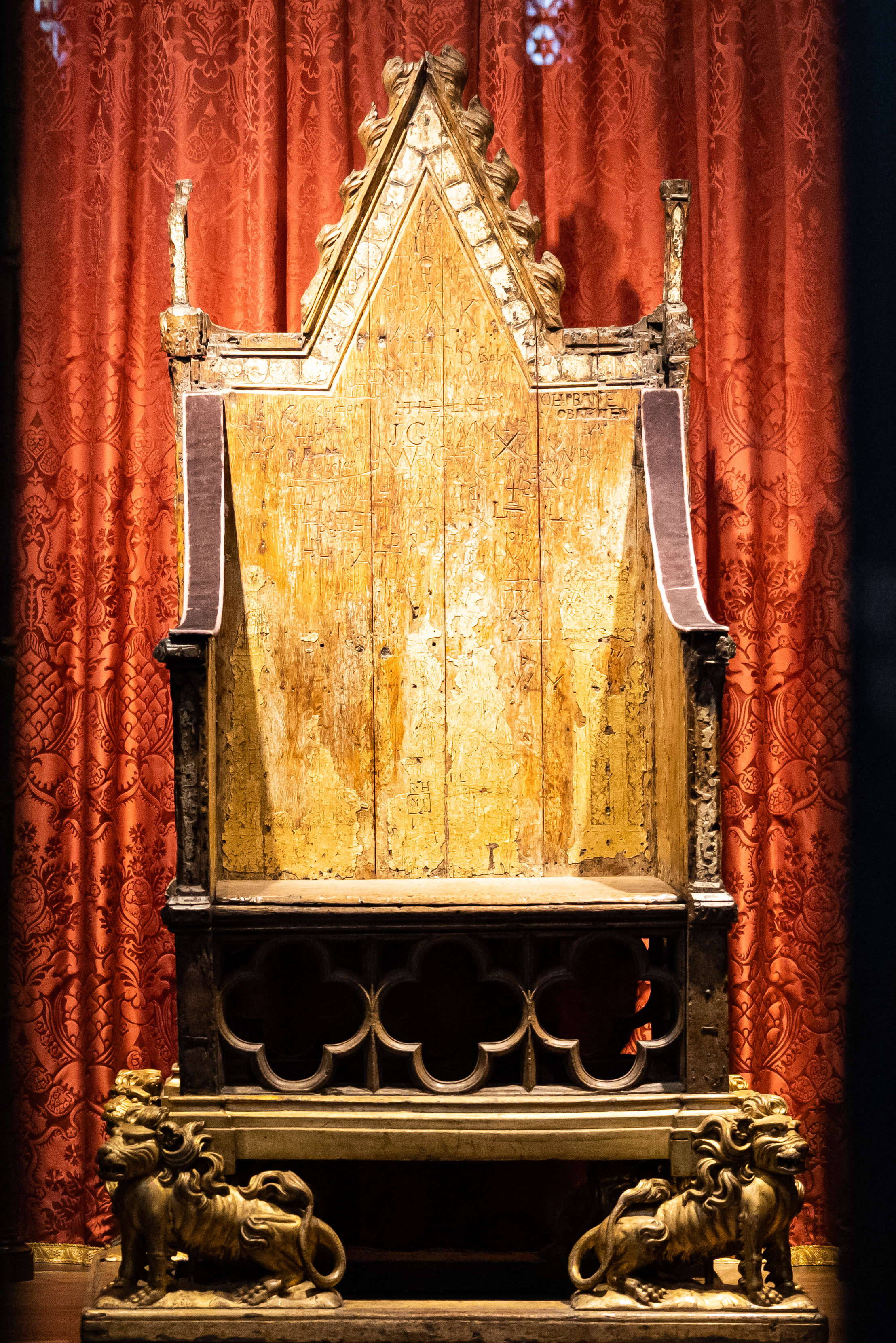
查爾斯在加冕儀式使用的圣爱德华宝座（加冕椅），寶座下方的斯昆石只在英王加冕儀式安放

儀式由坎特伯雷大主教主持，查爾斯和卡米拉分別在坐在為1953年加冕典禮準備的椅子上進行默禱 由布萊恩·特菲爾爵士演唱保羅梅勒的“Coronation Kyrie”。其後，坎特伯雷大主教、埃利甚·安吉奧里尼夫人、克里斯托弗·芬尼和阿莫斯男爵夫人分別面向北、南、東和西，依次分別要求會眾確認查理斯為王，並說：「我在這裡向您介紹查理斯國王，您無可置疑的國王。因此，今天來到這裡的所有人都表示敬意和認可，你願意做同樣的事嗎？」 在座眾人異齒回答：「天佑查爾斯國王！」 。 然後，查爾斯獲蘇格蘭教會贈送聖經。

#### 宣誓
在主持宣誓前，坎特伯雷大主教承認英國存在多種信仰。 查理斯隨後進行加冕宣誓，宣誓根據各英聯邦國家法律，仁慈地執行法律和正義，並在英國維護新教及保護英格蘭教會。 隨後走到祭壇前說：「我之前在這裡承諾過的事情，我會履行並遵守。上帝保佑我吧。」
然後繼續進行聖餐儀式。坎特伯雷大主教交付收藏品，英國首相和倫敦主教分別宣讀書信和福音書。 然後是坎特伯雷大主教佈道。

#### 恩膏
查爾斯脫下禮服，坐上加冕椅。 然後，坎特伯雷大主教為他塗抹聖油，使用聖油瓶和中世紀勺子，後者是加冕儀式中最古老的部分。聖油強調君主的精神角色。坎特伯雷大主教把根據秘方配製的聖油塗抹在查爾斯的手、胸部和頭部。儀式與1953年相同，不論現場的受邀嘉賓或電視觀眾都無法看到整個過程，整個過程被屏幕遮蓋。期間，合唱團演唱《牧師扎多克》。

#### 加冕

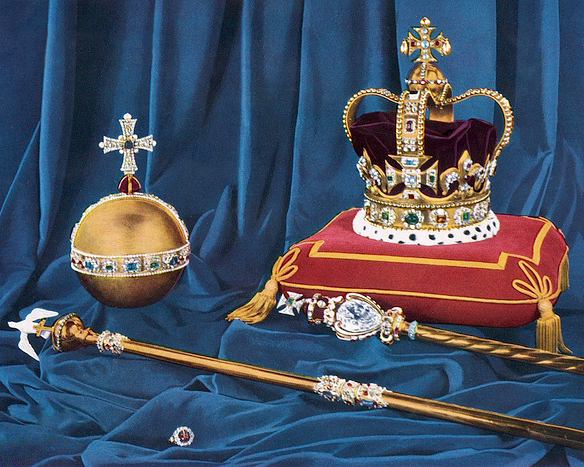
聖愛德華王冠、主權之球、十字權杖、鴿子權杖和君主之戒

在儀式的下一部分，查爾斯得獲得王權之物，包括金馬刺、國劍和奉獻之劍先後交給國王。 期間，為紀念查爾斯的父親菲利普親王，合唱團演唱希臘東正教聖歌。 然後，查爾斯被賦予了武器，皇室披肩、皇室長袍和主權之球，以及君主之戒、加冕手套、十字權杖和鴿子權杖。
隨後由坎特伯雷大主教為查爾斯帶上聖愛德華皇冠，大主教和會眾高呼「天佑國王！」。 西敏寺敲響2分鐘鐘聲，英國各地的13個地點和皇家海軍艦艇鳴放21響禮炮或62響禮炮。
查理隨後接受了由聖公會約克教區大主教、希臘東正教英國教區牧首、自由教會聯合會代表、英國教會聯合會秘書長、羅馬天主教威斯敏斯特大主教和聖公會坎特伯雷大主教宣讀的基督教祝福。

#### 效忠
以往有關儀式會安排所有貴族先後到國王前表示效忠，查爾斯加冕儀式中為縮短時間由坎特伯雷大主教和威爾士親王威廉代表各貴族和人民向他表示效忠。 坎特伯雷大主教隨後邀請英國和其他英聯邦國家的人民宣誓效忠國王。

#### 王后加冕
儀式的下一部分為卡米拉加冕。她在眾人見證下受膏，是歷史上首次，其後獲得王后之戒。 隨後由坎特伯雷大主教使用瑪麗王后王冠為其加冕。 然後，卡蜜拉被授予王后十字權杖和王后鴿子權杖（她沒有和之前的王后一樣選擇攜帶權杖而是在觸碰後歸還），最後她前往查爾斯旁邊的王后寶座並坐下（這個王后寶座最初於1937年為伊麗莎白王后製作）。
這是自1937年伊麗莎白王后加冕以來，首次有國王配偶加冕。

#### 聖餐
期間，麵包和酒作為禮物被帶到查爾斯面前並祈禱。祈禱文是Liber Regalis的譯本，它的歷史可追溯至公元1382 年，是英國加冕儀式最古老的來源之一。 查爾斯和卡米拉隨後接受坎特伯雷大主教的聖餐禮，會眾在最後的祝福之前背誦主禱文。

#### 儀式結束
查爾斯改為佩戴帝國皇冠。 查爾斯和卡米拉隨後前往西敏寺的西門，現場唱起國歌《天佑吾王》。在西敏寺的西門，查爾斯接受來自非基督教信仰的領導人和代表的祝福，包括猶太教、印度教、錫克教、穆斯林和佛教。

### 返回白金漢宮的國王遊行

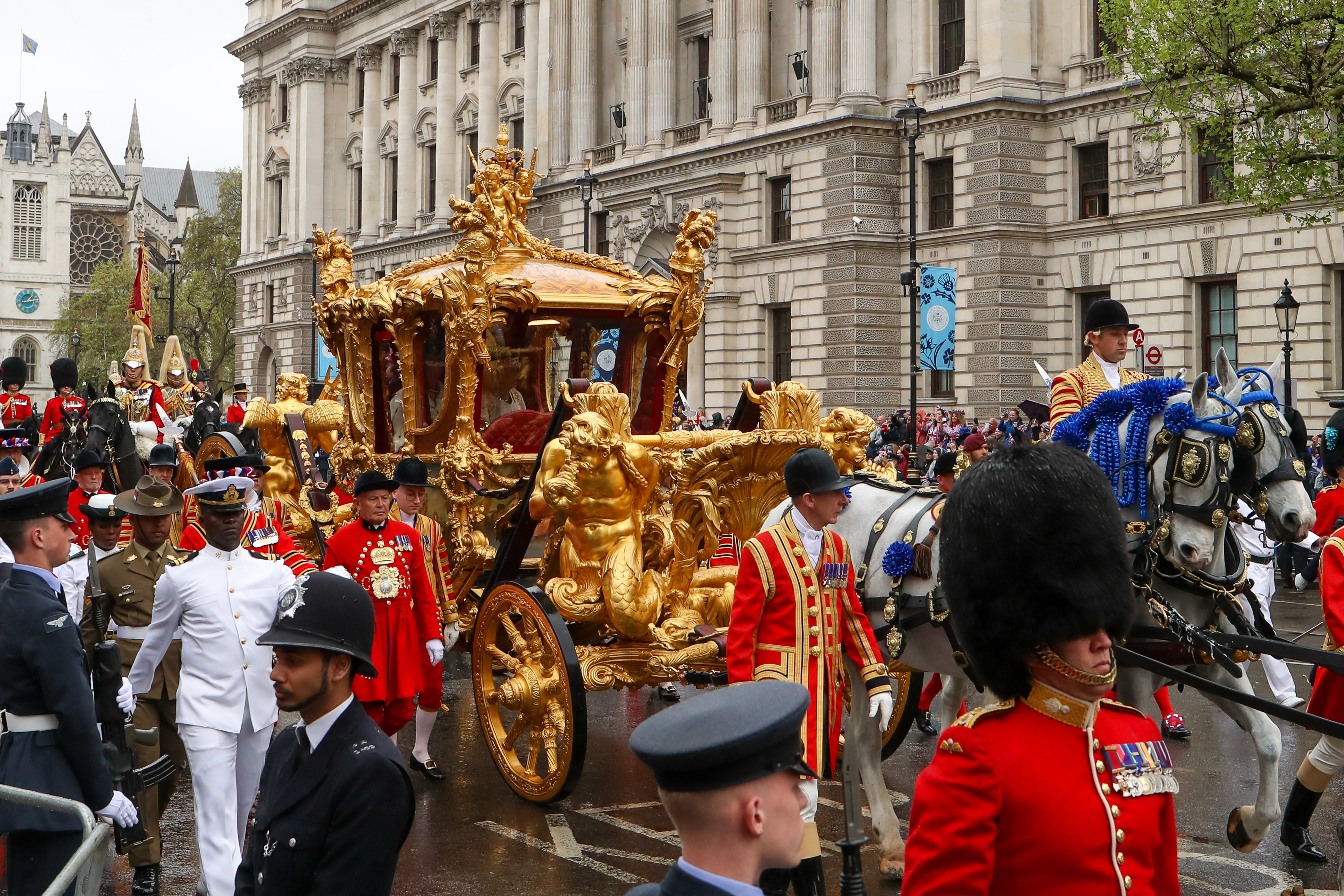
查爾斯和卡米拉乘坐1762年的黃金馬車從威斯敏斯特教堂返回白金漢宮。

第二次遊行的路線與第一次相同，但方向相反，規模更大。查爾斯和卡米拉乘坐由八匹馬牽引的黃金馬車，其他王室成員乘坐其他車輛。
超過5,000名英國軍人和來自至少35個英聯邦國家的400名軍人參加兩次遊行，並且有1,000人沿著路線排列。皇家禦林軍、加拿大皇家騎警和皇家海軍也參加遊行，英國皇家軍團在議會廣場由100名旗手組成儀仗隊。
在白金漢宮，查爾斯和卡米拉接受軍隊的三聲歡呼，然後與其他王室成員一起在陽台上觀看直升機和紅箭飛行表演隊的飛行表演。原計劃有68架飛機進行6分鐘的飛行表演，但因惡劣天氣而取消。
白金漢宮前臨時搭建看台，用作觀看遊行和飛行表演，有3,800個座位提供給退伍軍人、國家保健處和社會護理人員，以及與查爾斯和卡米拉有聯繫的慈善機構代表。354名穿制服學員部隊則在水師提督門觀看遊行。

## 新闻报道
英国广播公司宣布暂停收取加冕礼周末期间的牌照费。因此，各场馆在5月6日无需购买电视牌照即可播放加冕礼和5月7日的加冕礼音乐会。文化、媒体和体育部宣布加冕礼全程将于全英57个地点的大屏幕上展示，其中包括海德公园、绿园、圣詹姆斯公园等地。
白金汉宫发布了一个在加冕礼期间应用于社交媒体的圣爱德华王冠emoji表情。

## 各界反应

### 公众舆论
2023年4月，YouGov在英国进行了多次与加冕典礼相关的调查。4月13日进行的一项调查显示，46%的英国成年人可能会观看加冕典礼。然而，在同一天进行的另一项调查发现，只有33%的受访者关心加冕典礼。随后YouGov在五天后进行的一项调查发现，51%的英国人认为加冕典礼不应该由纳税人来资助。另一项针对英国年轻人的民意调查发现，70%的人对王室或加冕礼“不感兴趣”。

### 共和主义团体
共和主义团体“共和国”发布了在加冕礼前举行抗议的计划。该组织领导人格拉汉姆·史密斯（Graham Smith）说，该组织认为加冕礼是一种过时的“世袭权力与特权的庆典”，并计划在国会广场举行一场和平示威活动。

### 苏格兰分离主义团体
加冕礼当天，爱丁堡和格拉斯哥出现支持苏格兰独立的游行。格拉斯哥游行的组织者、抗议团体在同一面旗帜下称这是终生难遇的抗议时机。
报道称2022年10月有“数百人”在网上签署一份请愿书，要求在加冕仪式上不将斯昆石从苏格兰移走。阿尔巴党领袖、前苏格兰首席大臣亚历克斯·萨尔蒙德建议，苏格兰政府应该阻止这块石头被带到伦敦，尽管苏格兰历史环境部已经宣布了这一举措。